# Omaha Storm Chasers

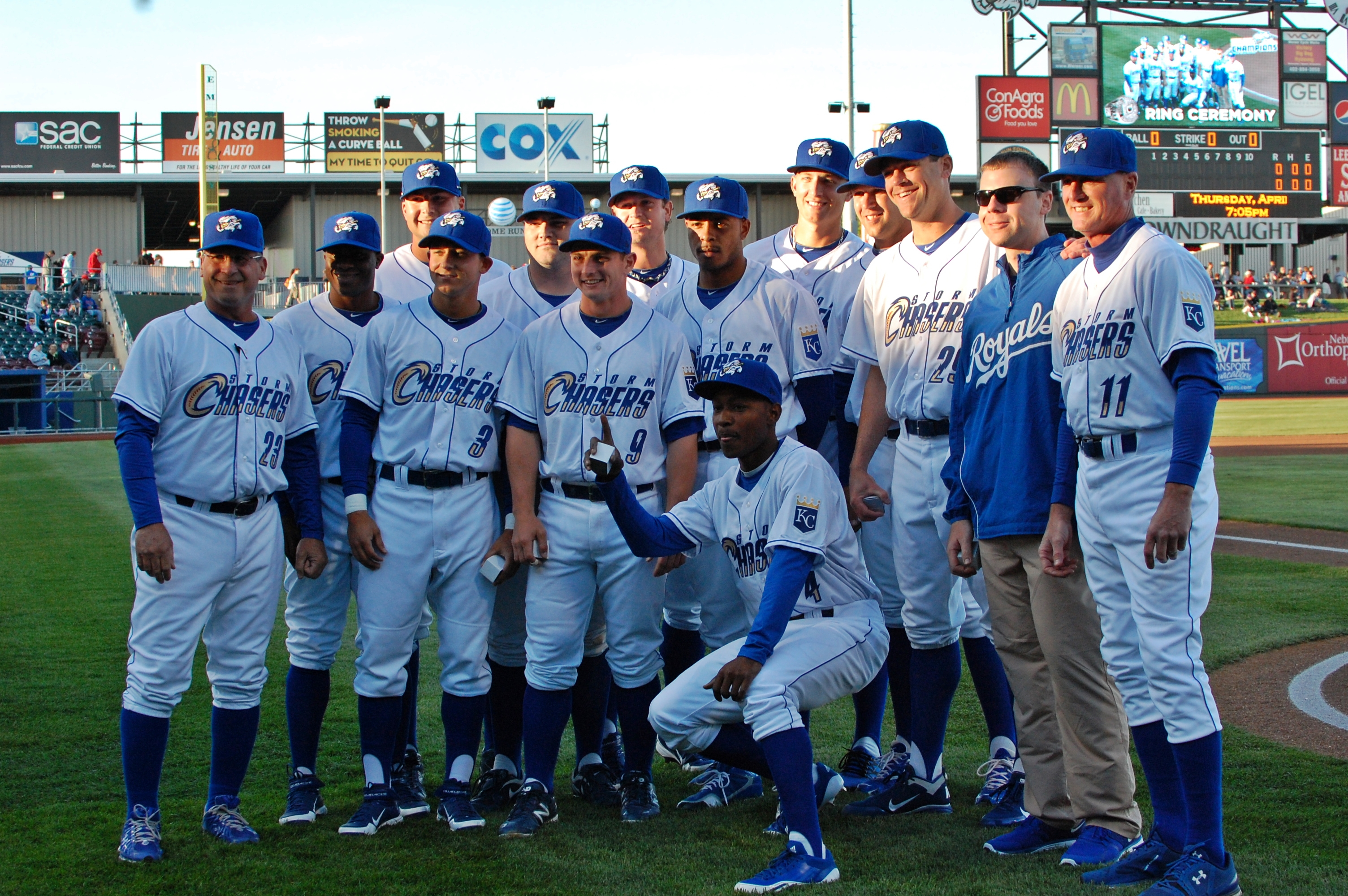
De Omaha Storm Chasers in 2011

De Omaha Storm Chasers (Omaha Royals, 1995-1998, 2002-2010; Omaha Golden Spikes, 1999-2001) is een Minor league baseballteam uit Omaha, Nebraska. Ze spelen in de Northern Division van de American Conference van de Pacific Coast League. Hun stadion heet Werner Park. Ze zijn verwant aan de Kansas City Royals.